# Willem Hendrik Keesom
Willem Hendrik Keesom (Texel, 21 de junio de 1876-Leiden, 3 de marzo de 1956) fue un físico neerlandés, un gran científico que descubrió, en 1926, como solidificar helio, tiempo después que Heike Kamerlingh Onnes en 1908 lo cambiase a estado líquido.
También desarrolló la primera descripción matemática de las interacciones dipolo-dipolo en 1921. Así, tales interacciones dipolo-dipolo se conocen también como interacciones de Keesom.
Había sido previamente estudiante de Heike Kamerlingh Onnes, quien había descubierto la superconductividad (una acción que le hizo recibir un Premio Nobel).